# Joey D. Vieira

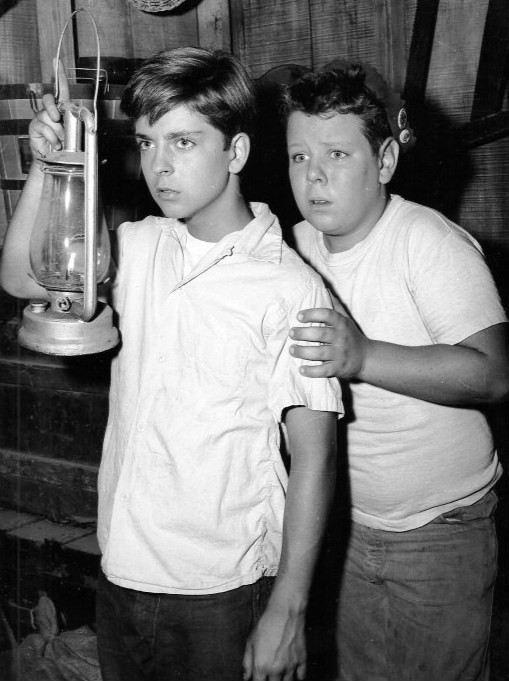
Tommy Rettig y Joey D. Vieira (también conocido como Donald Keeler) en la serie Lassie en 1956.

Joey D. Vieira (Los Ángeles, 8 de abril de 1944-7 de abril de 2025), conocido en su infancia con el seudónimo Donald Keeler, fue un actor estadounidense de cine y televisión.

## Biografía
Vieira era hermano del actor Ken Weatherwax (1955-2014), reconocido por interpretar a Pericles Addams (el hijo de Homero y Morticia) en la serie de televisión La familia Addams, de 1964.
Era sobrino de la actriz, cantante y bailarina Ruby Keeler (1909-1993) ―protagonista de numerosos musicales de Warner Bros. en los años 1930―, de quien tomó prestado su apellido profesional.
Empezó como actor infantil utilizando el nombre profesional Donald Keeler representando a Sylvester Porky Brockway, un niño gordito con gorra, que vivía en una granja, en las primeras temporadas (1954-1957) de la serie televisiva Lassie.
La serie Lassie ganó dos premios Emmy. En 1956, Vieira y su coestrella Tommy Rettig (1941-1996) aceptaron juntos el segundo Emmy en la ceremonia de premiación.
Otras apariciones en televisión incluyen
The pride of the family, The many loves of Dobie Gillis, Shirley Temple's Storybook y My Three Sons.
Sus apariciones en el cine incluyen The private war of Major Benson (1955) con Charlton Heston, y El patriota (2000), con Mel Gibson, en la que interpretó a Peter Howard.
Vieira también ha escrito, producido y dirigido cine.